# Sanskrit-Wörterbuch
Das Sanskrit-Wörterbuch der Akademie der Wissenschaften zu Göttingen ist ein Wörterbuch, erstellt auf Grundlage der buddhistischen Texte aus den Turfan-Funden und der kanonischen Literatur der Sarvastivada-Schule (englisch Sanskrit Dictionary of the Buddhist Texts from the Turfan Finds and of the Canonical Literature of the Sarvāstivāda School). Das Projekt wurde vom Sanskritisten Ernst Waldschmidt begonnen. Der erste Band, herausgegeben von Heinz Bechert, erschien im Jahr 1994 bei Vandenhoeck & Ruprecht. Seit 2009 ist Jens-Uwe Hartmann der Herausgeber. Das Sanskritwörterbuch wurde aus dem Akademienprogramm finanziert, es wurde 2017 beendet. Alle Bände liegen im Druck vor.